# FIBA Liga das Américas 2010–11
A Liga das Américas 2010-11 é a quarta edição da competição, que envolve equipes de todos os continentes americanos. A liga jogada entre 2010 e 2011 terá um total de 16 equipes participantes.
As sedes deste evento na primeira fase foram: Mar del Plata, Argentina (Grupo A), Xalapa, México (Grupo B), Ibarra, Equador (Grupo C) e Arecibo, Porto Rico (Grupo D).

## Zona Norte
- México: 3 equipes.
- Porto Rico: 1 equipe.
- República Dominicana: 1 equipe.

## Zona Sul
- Argentina: 4 equipes.
- Brasil: 2 equipes.
- Chile: 1 equipe.
- Equador: 1 equipe.
- Uruguai: 1 equipe.
- Venezuela: 2 equipes.

## Grupos
| Grupo A                  | Grupo B              | Grupo C                    | Grupo D                    |
| ------------------------ | -------------------- | -------------------------- | -------------------------- |
| Espartanos de Margarita  | Cañeros de la Romana | Deportivo Español de Talca | Capitanes de Arecibo       |
| Peñarol de Mar del Plata | Defensor Sporting    | Flamengo                   | Cocodrilos de Caracas      |
| Regatas Corrientes       | Halcones UV Xalapa   | Mavort                     | Halcones Rojos de Veracruz |
| Toros de Nuevo Laredo    | Lobos Brasília       | Quimsa                     | Sionista                   |

## Primeira Fase

### Grupo A
| Pos. | Equipe                     | Pts | PJ | PV | PP | PF  | PC  | Dif |
| ---- | -------------------------- | --- | -- | -- | -- | --- | --- | --- |
| 1.   | Regatas Corrientes x       | 6   | 3  | 3  | 0  | 249 | 218 | +31 |
| 2.   | Peñarol de Mar del Plata x | 5   | 3  | 2  | 1  | 254 | 228 | +26 |
| 3.   | Toros de Nuevo Laredo      | 4   | 3  | 1  | 2  | 227 | 228 | -1  |
| 4.   | Espartanos de Margarita    | 3   | 3  | 0  | 3  | 217 | 273 | -56 |

- (x) -  Classificados à Segunda Fase.

| Data                   | Hora² | Partida¹                 | Partida¹ | Partida¹                 |
| ---------------------- | ----- | ------------------------ | -------- | ------------------------ |
| 9 de dezembro de 2010  | 20:00 | Toros de Nuevo Laredo    | 74 - 77  | Regatas Corrientes       |
| 9 de dezembro de 2010  | 22:15 | Peñarol de Mar del Plata | 102 - 74 | Espartanos de Margarita  |
| 10 de dezembro de 2010 | 20:00 | Regatas Corrientes       | 91 - 72  | Espartanos de Margarita  |
| 10 de dezembro de 2010 | 22:15 | Toros de Nuevo Laredo    | 73 - 80  | Peñarol de Mar del Plata |
| 11 de dezembro de 2010 | 20:00 | Espartanos de Margarita  | 71 - 80  | Toros de Nuevo Laredo    |
| 11 de dezembro de 2010 | 22:15 | Peñarol de Mar del Plata | 72 - 81  | Regatas Corrientes       |

- (¹) -  Todos no Estadio Polideportivo Islas Malvinas, Mar del Plata, Argentina.
- (²) -  Hora local de Mar del Plata. (UTC -3).

### Grupo B
| Pos. | Equipe               | Pts | PJ | PV | PP | PF  | PC  | Dif |
| ---- | -------------------- | --- | -- | -- | -- | --- | --- | --- |
| 1.   | Halcones UV Xalapa x | 6   | 3  | 3  | 0  | 295 | 244 | +51 |
| 2.   | Lobos Brasília x     | 5   | 3  | 2  | 1  | 280 | 258 | +22 |
| 3.   | Defensor Sporting    | 4   | 3  | 1  | 2  | 227 | 252 | -25 |
| 4.   | Cañeros de la Romana | 3   | 3  | 0  | 3  | 253 | 301 | -48 |

- (x) -  Classificados à Segunda Fase.

| Data                   | Hora² | Partida¹             | Partida¹ | Partida¹             |
| ---------------------- | ----- | -------------------- | -------- | -------------------- |
| 14 de dezembro de 2010 | 16:00 | Defensor Sporting    | 81 - 84  | Lobos Brasília       |
| 14 de dezembro de 2010 | 20:15 | Halcones UV Xalapa   | 109 - 94 | Cañeros de la Romana |
| 15 de dezembro de 2010 | 18:00 | Lobos Brasília       | 109 - 79 | Cañeros de la Romana |
| 15 de dezembro de 2010 | 20:15 | Defensor Sporting    | 63 - 88  | Halcones UV Xalapa   |
| 16 de dezembro de 2010 | 18:00 | Cañeros de la Romana | 80 - 83  | Defensor Sporting    |
| 16 de dezembro de 2010 | 20:15 | Halcones UV Xalapa   | 98 - 87  | Lobos Brasília       |

- (¹) -  Todos no Ginásio da USBI, Xalapa-Enríquez, México.
- (²) -  Hora local de Xalapa. (UTC -6).

### Grupo C
| Pos. | Equipe                     | Pts | PJ | PV | PP | PF  | PC  | Dif |
| ---- | -------------------------- | --- | -- | -- | -- | --- | --- | --- |
| 1.   | Flamengo x                 | 6   | 3  | 3  | 0  | 244 | 218 | +26 |
| 2.   | Quimsa x                   | 5   | 3  | 2  | 1  | 228 | 205 | +23 |
| 3.   | Deportivo Español de Talca | 4   | 3  | 1  | 2  | 213 | 242 | -29 |
| 4.   | Mavort                     | 3   | 3  | 0  | 3  | 221 | 241 | -20 |

- (x) -  Classificados à Segunda Fase.

| Data                  | Hora² | Partida¹                   | Partida¹ | Partida¹                   |
| --------------------- | ----- | -------------------------- | -------- | -------------------------- |
| 11 de janeiro de 2011 | 17:00 | Quimsa                     | 72 - 78  | Flamengo                   |
| 11 de janeiro de 2011 | 20:15 | Mavort                     | 76 - 85  | Deportivo Español de Talca |
| 12 de janeiro de 2011 | 18:00 | Deportivo Español de Talca | 62 - 81  | Quimsa                     |
| 12 de janeiro de 2011 | 20:15 | Flamengo                   | 81 - 80  | Mavort                     |
| 13 de janeiro de 2011 | 18:00 | Flamengo                   | 85 - 66  | Deportivo Español de Talca |
| 13 de janeiro de 2011 | 20:15 | Mavort                     | 65 - 75  | Quimsa                     |

- (¹) -  Todos no Coliseo Luis Leoro Franco, Ibarra, Equador.
- (²) -  Hora local de Ibarra. (UTC -5).

### Grupo D
| Pos. | Equipe                       | Pts | PJ | PV | PP | PF  | PC  | Dif |
| ---- | ---------------------------- | --- | -- | -- | -- | --- | --- | --- |
| 1.   | Capitanes de Arecibo x       | 5   | 3  | 2  | 1  | 243 | 233 | +10 |
| 2.   | Halcones Rojos de Veracruz x | 5   | 3  | 2  | 1  | 256 | 251 | +5  |
| 3.   | Cocodrilos de Caracas        | 4   | 3  | 1  | 2  | 228 | 235 | -7  |
| 4.   | Sionista de Paraná           | 4   | 3  | 1  | 2  | 229 | 237 | -8  |

- (x) -  Classificados à Segunda Fase.

| Data                  | Hora² | Partida¹                   | Partida¹ | Partida¹                   |
| --------------------- | ----- | -------------------------- | -------- | -------------------------- |
| 18 de janeiro de 2011 | 18:00 | Sionista de Paraná         | 88 - 92  | Halcones Rojos de Veracruz |
| 18 de janeiro de 2011 | 20:15 | Capitanes de Arecibo       | 84 - 79  | Cocodrilos de Caracas      |
| 19 de janeiro de 2011 | 18:00 | Halcones Rojos de Veracruz | 83 - 76  | Cocodrilos de Caracas      |
| 19 de janeiro de 2011 | 20:15 | Sionista de Paraná         | 73 - 72  | Capitanes de Arecibo       |
| 20 de janeiro de 2011 | 18:00 | Cocodrilos de Caracas      | 73 - 68  | Sionista de Paraná         |
| 20 de janeiro de 2011 | 20:15 | Capitanes de Arecibo       | 87 - 81  | Halcones Rojos Veracruz    |

- (¹) -  Todos no Coliseo "Manuel Petaca Iguina", Arecibo, Porto Rico.
- (²) -  Hora local de Arecibo. (UTC -4).

## Segunda fase
O Grupo E foi jogado entre 3 e 5 de fevereiro de 2011 na cidade de Veracruz, México, casa dos Halcones Rojos de Veracruz; e o Grupo F na cidade Corrientes, Argentina, entre 11 e 13 do mesmo mês no ginásio do Regatas Corrientes.

### Grupos
| Grupo E                    | Grupo F            |
| -------------------------- | ------------------ |
| Capitanes de Arecibo       | Halcones UV Xalapa |
| Flamengo                   | Quimsa             |
| Halcones Rojos de Veracruz | Regatas Corrientes |
| Peñarol de Mar del Plata   | Lobos Brasília     |

#### Grupo E
| Pos. | Equipe                       | Pts | PJ | PV | PP | PF  | PC  | Dif |
| ---- | ---------------------------- | --- | -- | -- | -- | --- | --- | --- |
| 1.   | Halcones Rojos de Veracruz x | 6   | 3  | 3  | 0  | 245 | 229 | +16 |
| 2.   | Capitanes de Arecibo x       | 5   | 3  | 2  | 1  | 256 | 252 | +4  |
| 3.   | Peñarol de Mar del Plata     | 4   | 3  | 1  | 2  | 238 | 238 | 0   |
| 4.   | Flamengo                     | 3   | 3  | 0  | 3  | 238 | 258 | -20 |

- (x) -  Classificados ao Final Four.

| Data                   | Hora² | Partida¹                   | Partida¹ | Partida¹                   |
| ---------------------- | ----- | -------------------------- | -------- | -------------------------- |
| 3 de fevereiro de 2011 | 18:00 | Peñarol de Mar del Plata   | 80 - 85  | Capitanes de Arecibo       |
| 3 de fevereiro de 2011 | 20:15 | Halcones Rojos de Veracruz | 81 - 77  | Flamengo                   |
| 4 de fevereiro de 2011 | 18:00 | Flamengo                   | 76 - 90  | Peñarol de Mar del Plata   |
| 4 de fevereiro de 2011 | 20:15 | Capitanes de Arecibo       | 84 - 87  | Halcones Rojos de Veracruz |
| 5 de fevereiro de 2011 | 18:00 | Flamengo                   | 85 - 87  | Capitanes de Arecibo       |
| 5 de fevereiro de 2011 | 20:15 | Halcones Rojos de Veracruz | 77 - 68  | Peñarol de Mar del Plata   |

- (¹) -  Todos no Auditório "Benito Juárez", Veracruz, México.
- (²) -  Hora local de Veracruz. (UTC -6).

#### Grupo F
| Pos. | Equipe               | Pts | PJ | PV | PP | PF  | PC  | Dif |
| ---- | -------------------- | --- | -- | -- | -- | --- | --- | --- |
| 1.   | Halcones UV Xalapa x | 5   | 3  | 2  | 1  | 248 | 209 | +39 |
| 2.   | Regatas Corrientes x | 5   | 3  | 2  | 1  | 223 | 250 | -27 |
| 3.   | Quimsa               | 4   | 3  | 1  | 2  | 203 | 205 | -2  |
| 4.   | Lobos Brasília       | 4   | 3  | 1  | 2  | 233 | 243 | -10 |

- (x) -  Calificado al Final Four.

| Data                    | Hora² | Partida¹           | Partida¹ | Partida¹           |
| ----------------------- | ----- | ------------------ | -------- | ------------------ |
| 11 de fevereiro de 2011 | 20:00 | Halcones UV Xalapa | 77 - 79  | Lobos Brasília     |
| 11 de fevereiro de 2011 | 22:15 | Regatas Corrientes | 70 - 60  | Quimsa             |
| 12 de fevereiro de 2011 | 20:00 | Quimsa             | 70 - 73  | Halcones UV Xalapa |
| 12 de fevereiro de 2011 | 22:15 | Lobos Brasília     | 92 - 93  | Regatas Corrientes |
| 13 de fevereiro de 2011 | 20:00 | Quimsa             | 73 - 62  | Lobos Brasília     |
| 13 de fevereiro de 2011 | 22:15 | Regatas Corrientes | 60 - 98  | Halcones UV Xalapa |

- (¹) -  Todos no Estádio José Jorge Conte, Corrientes, Argentina.
- (²) -  Hora local de Corrientes. (UTC -3).

## Quadrangular final
O Quadrangular Final foi jogado na cidade de Xalapa-Enríquez, Veracruz, México. Foi a primeira vez que uma cidade sediou pela segunda vez o Final Four da Liga das Américas, pois esta cidade também foi sede do quadrangular decisivo na edição de 2008-2009.
| Pos. | Equipe               | Pts | PJ | PV | PP | PF  | PC  | Dif |
| ---- | -------------------- | --- | -- | -- | -- | --- | --- | --- |
| 1.   | Regatas Corrientes   | 5   | 3  | 2  | 1  | 240 | 219 | +21 |
| 2.   | Capitanes de Arecibo | 5   | 3  | 2  | 1  | 218 | 224 | -6  |
| 3.   | Halcones UV Xalapa   | 4   | 3  | 1  | 2  | 226 | 237 | -11 |
| 4.   | Halcones Rojos       | 4   | 3  | 1  | 2  | 223 | 227 | -4  |

| Data               | Hora² | Partida¹                | Partida¹ | Partida¹                   |
| ------------------ | ----- | ----------------------- | -------- | -------------------------- |
| 4 de março de 2011 | 18:00 | Halcones Rojos Veracruz | 68 - 70  | Capitanes de Arecibo       |
| 4 de março de 2011 | 20:10 | Halcones UV Xalapa      | 72 - 81  | Regatas Corrientes         |
| 5 de março de 2011 | 18:00 | Regatas Corrientes      | 70 - 74  | Halcones Rojos de Veracruz |
| 5 de março de 2011 | 20:10 | Capitanes de Arecibo    | 75 - 67  | Halcones UV Xalapa         |
| 6 de março de 2011 | 18:00 | Regatas Corrientes      | 89 - 73  | Capitanes de Arecibo       |
| 6 de março de 2011 | 20:10 | Halcones UV Xalapa      | 87 - 81  | Halcones Rojos de Veracruz |

- (¹) -  Todos no Ginásio da USBI, Xalapa, México.
- (²) -  Hora local de Xalapa. (UTC -6).

## Premiação
| FIBA Liga das Américas 2010–11         |
| Argentina                              |
| -------------------------------------- |
| Regatas Corrientes Campeão (1º título) |